# 小红马
《小红马》（英語：The Red Pony）是美国作家约翰·史坦贝克于1933年所著的小说。小说前三章于1933-1936年刊登在杂志上，全部故事在1937年由Covici Friede公司出版。小说讲述了男孩乔迪·提夫林(Jody Tiflin)与他爸爸在加利福尼亚州农场上的故事，分四部分。在小说中，最后一个故事名叫朱尼厄斯·莫尔特比，来自史坦贝克之前的作品。然而，这个故事没有被纳入企鹅版中。

## 人物
- 乔迪·提夫林 Jody Tiflin - 《小红马》的主角，真纯、诚挚、礼貌的小主人翁。“他是个小男孩，10岁大，头发好似灰黄的草，灰色的眼睛里透露出礼貌，嘴巴则随着他的思绪而动。”[2]他是卡尔·提夫林的儿子，从比利·巴克那里学习养马。
- 比利·巴克 Billy Buck - 比利·巴克是一位对马很在行的中年男子。他为提夫林工作。“他是个宽肩、曲腿的小个子，梳着海象胡子... 他的腰带外露... 随着年岁增长而增长。”[3]比利·巴克告诉乔迪如何养马。
- 卡尔·提夫林 Carl Tiflin - 卡尔·提夫林是乔迪的爸爸。他喜欢秩序，对农场的经营十分严格。“乔迪的爸爸高大、严厉。”[4]他对乔迪十分严格，但在里面透露着对他的爱。
- 吉塔诺 Gitano - 吉塔诺是住在乔迪农场的一位老人。他和乔迪在农场前见面，而乔迪“则跑到屋子里求救。”[5]当他与母亲出来后，母亲问他要什么工作时，他回答：“我想呆在农场... 直到我去世。”吉塔诺干活不如其它人好，但是个“瘦子，肩膀很直。”[6]
- 爷爷 Grandfather - 提夫林夫人的爸爸，住在海边的一位老人，喜欢讲述他年轻时有关横跨大陆的西进马车队的故事。

## 剧情

### 第一章：礼物
故事的开始是卡尔·提夫林送给儿子乔迪一匹雄性红马驹。乔迪狂喜地答应了爸爸的所有要求(照料马驹，清洗马槽等)。乔迪对小马驹十分着迷，决定用加比兰山为它命名。
在几周的训练后，乔迪与加比兰熟悉了彼此，乔迪请求爸爸同意他在感恩节前骑马。虽然农场工人比利·巴克断言晴天，但小马驹依然着了雨，感了冒。比利试图医治小马驹，但以失败告终。他最终发现，小马驹感染了腺疫，将蒸气热袋贴在马驹鼻子上，并让乔迪看护马驹。晚上，乔迪疲倦打盹，忘记给马厩关门。当他醒来时，马驹已经跑了出去。当比利来到时，他认为必须在马驹的气管上打孔，以便它能正常呼吸。乔迪站在一旁，不停清洗着流出来的粘液与阻塞物。
当他再次打盹时，乔迪梦见了暴风，醒来时发现小马驹又不见了。跟随着马驹的脚印，他注意到一群秃鹰围着旁边盘旋。乔迪迟到了，因为一只秃鹰正在啄食马驹的眼睛。在愤怒中，乔迪厮打着秃鹰，直到比利·巴克和他爸爸赶到才把他拉开，而秃鹰早已被打死。

### 第二章：大山
乔迪感到无聊。他望向远山，希望进行一番探索。突然，一个名叫吉塔诺的老墨西哥人出现了，声称自己出生在农场上。吉塔诺希望留在农场上，并死在这里。卡尔·提夫林拒绝了，但允许他留宿一晚，并发现老人和自己无用的老马“复活节”很像。当晚，乔迪悄悄地去看吉塔诺，发现他正在给自己的老实轻剑上光。乔迪问他是否去过大山里，吉塔诺说他去过，但是什么都不记得。次日清晨，吉塔诺离开了，复活节也消失了。乔迪翻遍了老人的东西，却因找不到轻剑而感到遗憾。一位邻居告诉他们自己看到吉塔诺骑着马奔向山里，手里拿着什么东西。大人们认为那是一把枪，但乔迪知道，这应该是那把轻剑。乔迪的父亲为他感到好奇，打趣称自己不用埋葬老马，省了事儿。故事的结尾是乔迪回忆起老人、轻剑、大山而感到惆怅。

### 第三章：誓言
卡尔·提夫林认为是时候给乔迪更多的责任了，他安排乔迪将母马內莉带到邻居农场上干活儿。工钱是五块钱，乔迪一夏天埋头苦干，并为五块钱感到满足。几个月后，比利·巴克认定內莉怀孕了。
乔迪和比利照顾母马，比利称他的母亲在生产时去世，自己喝马奶长大。这就是比利为什么跟马好的缘故。乔迪则常常梦到自己未来的马驹。比利解释道马比牛要求更高，有时必须将小崽子打碎来拯救母马的性命。这令乔迪倍感纠结。他回忆起自己的小马驹加比兰，后者死于腺疫。比利对此束手无策。乔迪恐怕內莉会惨遭同样的厄运。这种疑虑也困扰着比利，后者坚持不会辜负男孩和自己的尊严。
乔迪在午夜惊醒。他梦到內莉怀孕所有可能的厄运，希望这不是真的。他“穿上衣服”，溜进马厩。当乔迪看见內莉时，发现“她不停地摇摆，东张西望。”在乔迪打盹之前，比利·巴克狂热地告诉所有人內莉要生产了。比利·巴克蹲下了，发现“出问题了”，他“拔不出崽子来。”比利·巴克命令乔迪“转过脸去。”一声惨叫后，內莉的生命结束，小马崽幸存了。

### 第四章：人民领袖
乔迪的爷爷到访。卡尔·提夫林抱怨道岳父把自己带领车队过平原的故事讲个没完。然而，提夫林夫人和比利认为他有权利讲述自己的经历，乔迪则百听不厌。早上，当爷爷到了后，卡尔·提夫林在餐桌上抱怨道：“为什么他忘不了，都结束了？... 他穿过了平原。好嘞！了啦。没人想一遍一遍地听歌没完。”这是，爷爷走进了屋子。
不久，乔迪的爷爷变得忧忧郁郁。他承认自己老生长谈，但解释道：
|  | “我讲述了这些故事，但这不是我的意思。我想在讲述时让人们有所感触。印第安人不是重点，历险也不是，甚至不是到达目的地。而是一群人形成了一个巨大的爬物，而我是那个头。它一点一点地西进。每个人都想要自己的一份儿，但是爬物只想西进。我就是领袖，但我不在的话，有人会接班当头儿。这东西得有个头。在小灌木的阴影狭隘是白月天。最终，当我们看到大山时，我们都哭了。但到达那里并不重要，重要的是移动、西进。我们背着生命，如同蚂蚁举着卵一样驻扎在那里。我是领袖。西进和上帝一样大，我们一步一个脚印地蹒跚，直到整个大陆被穿过为止。当我们到达海边时，一切都结束了。”他停了下来，抹着通红的眼眶。“这就是我想说的，而不是什么故事。” |

乔迪，试图安慰自己困乏、怀旧、心碎的爷爷，告诉他自己也想成为一位领袖。故事的结束时，乔迪为爷爷做柠檬水，妈妈发现他这样做不是为了什么奖赏，而是出于真挚的同情心。

### 朱尼厄斯·莫尔特比
小故事记叙了一名叫朱尼厄斯·莫尔特比(Junius Maltby)的人。他是位圣弗朗西斯科的会计，对生活不满。朱尼厄斯在医生的建议下，辞去工作，到空气较为干燥的地方休养，治疗呼吸疾病。朱尼厄斯在康复期内寄居在寡妇家中，后者由生育了几个孩子。在一段时间后，镇上的人都开始讨论此事，朱尼厄斯干脆和她结婚，继承了寡妇的农场。寡妇辞退了工人，试图让朱尼厄斯工作，但朱尼厄斯习惯了骄奢淫逸的生活，对世事根本不操心。最后，农场经营失败，家庭破产，家人衣食无着，寡妇和她的孩子们都得了病。
只有朱尼厄斯和他与寡妇生的儿子在疾病中幸免。朱尼厄斯雇佣了一个和他一样懒散的工人，天天读闲书，和同事瞎扯，从来不真正工作。由此，他的儿子虽然聪明，但却衣衫褴褛。虽然儿子外貌不堪，被其它孩子欺负，但儿子在学校成绩出众，成了孩子王。被他所影响，其它孩子们也开始往鞋子上戳洞、扯自己的衣服。
儿子的老师很喜欢儿子，觉得父亲很浪漫。镇上的其它人都斥责朱尼厄斯，对儿子深表同情。学校对儿子进行募捐，将鞋子和新衣给他做礼物。当得知这一切时，儿子第一次发现自己的贫困，失去了他最后的天真，感到十分羞耻。在小说末尾，老师看着朱尼厄斯和他穿着整洁的儿子返回圣弗朗西斯科，朱尼厄斯重新抄起之前无聊的工作，以便供养自己不情愿的儿子。

## 反响
许多著名的读者都对小说做出了评价。《圣彼得堡时报》称“据报道，奥巴马总统为青年读者买了两本经典，哈泼·李的《梅岡城故事》与约翰·斯坦贝克的《小红马》。”在对埃里克·克莱普顿的采访时，Billboard赞扬了小说，称“约翰·斯坦贝克的《小红马》青春期向成年过度的痛苦故事，步入一个充满死亡、生产与失望的世界。”

## 脚注
1. ↑  Donohue, Cecilia. . The Literary Encyclopedia. January 20, 2006  [2009-10-14]. （原始内容存档于2017-05-25）.
2. ↑  Steinbeck, p.2
3. ↑  Steinbeck, p. 1
4. ↑  Steinbeck, p. 3
5. ↑  Steinbeck, p.43
6. ↑  Steinbeck, p.42
7. ↑  Steinbeck, p.74
8. 1 2  Steinbeck, p.75
9. 1 2  Steinbeck, p.77
10. ↑  Steinbeck, p.79
11. ↑  Bancroft, Colette. . The St. Petersburg Times (St. Petersburg, FL). 29 August 2010: 6L  [9 March 2011]. （原始内容存档于2012年10月14日）.
12. ↑  White, Timothy. . Billboard. 1993: 55  [9 March 2011].[永久]